# Natural Bridge (Alabama)
Natural Bridge és una població dels Estats Units a l'estat d'Alabama. Segons el cens del 2000 tenia 28 habitants.

## Demografia
Segons el cens del 2000, Natural Bridge tenia 28 habitants, 11 habitatges, i 7 famílies. La densitat de població era de 25,7 habitants/km².
Dels 11 habitatges en un 27,3% hi vivien nens de menys de 18 anys, en un 45,5% hi vivien parelles casades, en un 27,3% dones solteres, i en un 27,3% no eren unitats familiars. En el 27,3% dels habitatges hi vivien persones soles el 18,2% de les quals corresponia a persones de 65 anys o més que vivien soles. El nombre mitjà de persones vivint en cada habitatge era de 2,55 i el nombre mitjà de persones que vivien en cada família era de 2,75.
Per edats la població es repartia de la següent manera: un 25% tenia menys de 18 anys, un 7,1% entre 18 i 24, un 28,6% entre 25 i 44, un 21,4% de 45 a 60 i un 17,9% 65 anys o més.
L'edat mediana era de 40 anys. Per cada 100 dones hi havia 75 homes. Per cada 100 dones de 18 o més anys hi havia 61,5 homes.
La renda mediana per habitatge era d'11.875 $ i la renda mediana per família de 10.625 $. Els homes tenien una renda mediana de 21.250 $ mentre que les dones 13.750 $. La renda per capita de la població era de 4.619 $. Aproximadament el 63,6% de les famílies i el 62,2% de la població estaven per davall del llindar de pobresa.

## Poblacions properes
El següent diagrama mostra les poblacions més properes.